# فرد دانر
فرد دانر (به انگلیسی: Fred Donner) (متولد ۱۹۴۵) خاورشناس دانش‌پژوه اسلام و پروفسور تاریخ خاور نزدیک در دانشگاه شیکاگو است او چندین کتاب درباره تاریخ اولیه اسلام منتشر کرده است.کتاب فتوحات اسلامی اولیه دانر در سال 1981 توسط انتشارات دانشگاه پرینستون منتشر شد. و ترجمه یک جلد از تاریخ طبری را در سال 1993 منتشر کرد.

## تحقیقات اسلامی او
دانر در روایات ریشه های اسلامی (1998) برای تاریخ اولیه متن قرآنی استدلال می کند. او به طور خاص به نظریه ی قداست متأخر قرآن ارائه شده توسط جان وانسبرو و یهودا دی. نوو پاسخ می دهد. این کتاب تلاش می‌کند توضیح دهد که چگونه نگرانی‌ها برای مشروعیت در جامعه اسلامی در حال توسعه، مضامینی را که کانون نوشته‌های تاریخی اسلامی هستند، به‌ویژه مضامین نبوت، اجتماع، هژمونی و رهبری شکل داده است.
کتاب دانر محمد و مؤمنان در خاستگاه های اسلام، گزارشی از سال های اولیه جنبش معنوی اسلام ، توسط انتشارات دانشگاه هاروارد در می 2010 منتشر شد. بحث اصلی دانر این است که آنچه اسلام نامیده شد به عنوان یک جنبش 'مؤمنان' توحیدی آغاز شد که توسط محمد آغاز شد، که شامل مسیحیان  و یهودیان و همچنین آن دسته از موحدانی بود که از تعالیم اسلام پیروی می کردند. قرآن تنها در زمان حکومت عبدالملک بن مروان (685-705) اسلام از مسیحیان و یهودیان جدا شد.این استدلال برای اولین بار در کارگاه آموزشی اواخر باستان و اسلام اولیه در لندن در سال 1993 ارائه شد و در مقاله ای منتشر شد.

## آثار
- فتوحات اسلامی اولیه (انتشارات دانشگاه پرینستون؛ 1981) ISBN 0-691-05327-8
- تاریخ پیامبران و پادشاهان (جلد 10): فتح عربستان (انتشارات دانشگاه ایالتی نیویورک؛ 1993) ISBN 0-7914-1072-2 (ترجمه)
- روایات ریشه های اسلامی (مطبوعات داروین؛ 1998) ISBN 0-87850-127-4
- محمد و مؤمنان: در مبدأ اسلام (انتشارات دانشگاه هاروارد؛ 2010) ISBN 978-0-674-05097-6
- آنتوان بوروت؛ فرد دونر؛ تورج دریایی; موریل دبیه; سیدنی اچ. گریفیث; وداد قاضی; Milka Levy-Rubin; سوزان پینکنی استتکویچ; دونالد اس. ویتکامب; لوک بی. یاربرو. مسیحیان و دیگران در دولت اموی (موسسه مطالعات فرهنگ های باستانی، غرب آسیا و شمال آفریقا، 2016) ISBN 978-1614910312
- فرد ام. دانر، ویرایش. (15 مه 2017). بیان ساختارهای اولیه دولت اسلامی. راتلج. شابک 978-1-351-89449-4.